# Robin Turner
Robin David Turner (Carlisle, 10 settembre 1955) è un ex calciatore britannico, di ruolo attaccante.
È presente nel ruolo di un giocatore della squadra tedesca nel film Fuga per la vittoria di John Huston.

## Palmarès

### Club

#### Competizioni giovanili
- FA Youth Cup: 1

Ipswich Town: 1972-1973

#### Competizioni nazionali
- Coppa d'Inghilterra: 1

Ipswich Town: 1977-1978

#### Competizioni internazionali
- Coppa UEFA: 1

Ipswich Town: 1980-1981